# Nikitowka (Kaliningrad, Krasnosnamensk)
Nikitowka (russisch Никитовка, deutsch Uszpiaunen, 1936 bis 1938 Uschpiaunen, 1938 bis 1945 Kiesdorf (Ostpr.), litauisch Užpjauniai) ist ein Ort in der russischen Oblast Kaliningrad. Er gehört zur kommunalen Selbstverwaltungseinheit Munizipalkreis Krasnosnamensk im Rajon Krasnosnamensk.

## Geographische Lage
Nikitowka liegt drei Kilometer nördlich der früheren Kreisstadt Dobrowolsk (Pillkallen/Schloßberg) an der Regionalstraße 27A-025 (ex R508). Bis zur Rajonstadt Krasnosnamensk (Lasdehnen/Haselberg) sind es 16 Kilometer. In Nikitowka zweigt die Kommunalstraße 27K-299 ab, die über Prawdino (Grumbkowkeiten/Grumbkowsfelde) nach Leskowo (Rammonischken/Hagenfließ) an der Regionalstraße 27A-026 (ex R511) führt. Bis 1945 war der Ort Bahnstation an der Bahnstrecke Pillkallen–Lasdehnen (Schloßberg–Haselberg) der Pillkaller Kleinbahn.

## Geschichte

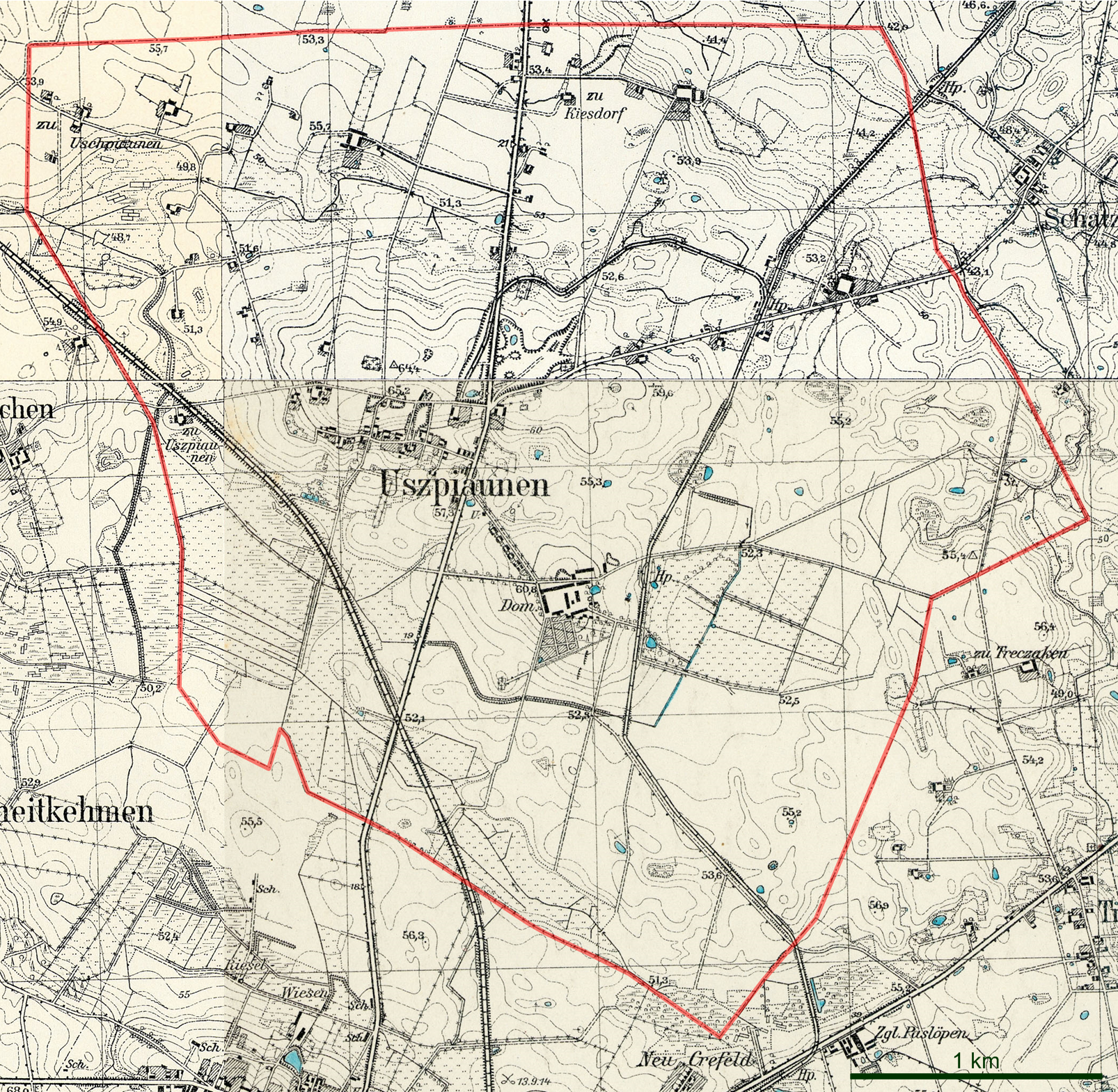
Die (Land)gemeinde Uszpiaunen (Uschpiaunen, Kiesdorf) auf Messtischblättern von 1931/1936/1938

Uschpiawne wurde vor 1540 durch Abtrennung vom damaligen Schloßbergk gebildet. Um 1780 bestand Uschpiaunen aus einem melierten Dorf und einem königlichen Amtsvorwerk. Gleichzeitig war der Ort Sitz eines Domänenamtes. 1874 wurde Uszpiaunen Namensgeber eines neu gebildeten Amtsbezirks im Kreis Pillkallen. Zu diesem gehörten (u. a.) die Landgemeinde Uszpiaunen und der Gutsbezirk Uszpiaunen (Domäne). Zum Gut Uszpiaunen gehörte auch das sechs Kilometer südöstlich gelegene Vorwerk Lobingen (nach 1938 Loben, nicht mehr existent). 1928 wurde der Gutsbezirk Uszpiaunen in die Landgemeinde Uszpiaunen eingegliedert, allerdings ohne das Vorwerk Lobingen, das zur Landgemeinde Schaaren kam. Seit 1936 schrieb man offiziell (wieder) Uschpiaunen. 1938 wurde der Ort in Kiesdorf (Ostpr.) umbenannt.
Im Jahre 1945 kam der Ort in Folge des Zweiten Weltkriegs mit dem nördlichen Ostpreußen zur Sowjetunion. Im Jahre 1947 erhielt er die russische Bezeichnung Nikitowka und wurde gleichzeitig in den Dorfsowjet Nowouralski selski Sowet im Rajon Krasnosnamensk eingeordnet. Später gelangte der Ort in den Prawdinski selski Sowet. Von 2008 bis 2015 gehörte Nikitowka zur Landgemeinde Dobrowolskoje selskoje posselenije, von 2016 bis 2021 zum Stadtkreis Krasnosnamensk und seither zum Munizipalkreis Krasnosnamensk.

### Einwohnerentwicklung
| Jahr | Einwohner | Bemerkungen                                                              |
| ---- | --------- | ------------------------------------------------------------------------ |
| 1867 | 681       | in der Landgemeinde 474, im Gutsbezirk 207                               |
| 1871 | 627       | in der Landgemeinde 433, im Gutsbezirk 194, davon im Vorwerk Lobingen 22 |
| 1885 | 810       | in der Landgemeinde 563, im Gutsbezirk 247, davon im Vorwerk Lobingen 46 |
| 1905 | 942       | in der Landgemeinde 698, im Gutsbezirk 244, davon im Vorwerk Lobingen 39 |
| 1910 | 900       | in der Landgemeinde 701, im Gutsbezirk 199                               |
| 1933 | 887       |                                                                          |
| 1939 | 868       |                                                                          |
| 1984 | ~ 210     |                                                                          |
| 2002 | 181       |                                                                          |
| 2010 | 170       |                                                                          |
| 2021 | 122       |                                                                          |

### Amtsbezirk Uszpiaunen/Kiesdorf (1874–1945)
Der Amtsbezirk Uszpiaunen wurde 1874 im Kreis Pillkallen eingerichtet. Zunächst gehörten ihm sieben Landgemeinden (LG) und drei Gutsbezirke (GB) an.
| Name                    | Änderungsname von 1938 | Russischer Name nach 1945 | Bemerkungen                                |
| ----------------------- | ---------------------- | ------------------------- | ------------------------------------------ |
| Jutschen (LG)           | Weidenbruch            | Welikolukskoje            |                                            |
| Karczarningken (LG)     | Blumenfeld (1929)      | Schelesnodoroschnoje      |                                            |
| Laschen (LG)            |                        |                           |                                            |
| Ossienen (LG)           | Ossen                  |                           | 1928 zur LG Schaaren                       |
| Paslöpen (GB)           |                        |                           | 1928 in die Stadt Pillkallen eingegliedert |
| Petereitschen (LG)      | Petershausen (Ostpr.)  |                           |                                            |
| Schaaren (GB)           | Scharen                | Schtschedrino             | seit 1928 LG                               |
| Szameitkehmen           | Lindenhaus             | Bolotnikowo               | 1936–1938: Schameitkehmen                  |
| Uszpiaunen (LG)         | Kiesdorf (Ostpr.)      | Nikitowka                 | 1936–1938: Uschpiaunen                     |
| Uszpiaunen, Domäne (GB) |                        |                           | 1928 zur LG Uszpiaunen                     |

1935 wurden die Landgemeinden in Gemeinden umbenannt. 1936 wurde die Schreibweise des Amtsbezirks in Uschpiaunen geändert. Seit 1938 oder 1939 hieß der Amtsbezirk Kiesdorf (Ostpr.). Ihn bildeten am 1. Januar 1945 die Gemeinden Blumenfeld, Kiesdorf (Ostpr.), Laschen, Lindenhaus, Petershausen, Scharen und Weidenbruch.

## Kirche
Mehrheitlich war die Bevölkerung Uszpiaunens bzw. Kiesdorfs vor 1945 evangelischer Konfession. Das Dorf war in das Kirchspiel der Kirche Pillkallen eingepfarrt und gehörte somit zum Kirchenkreis Pillkallen (Schloßberg) in der Kirchenprovinz Ostpreußen der Kirche der Altpreußischen Union. Heute liegt Nikitowka im Einzugsbereich der in den 1990er Jahren neu entstandenen evangelisch-lutherischen Gemeinde in Babuschkino (Groß Degesen), die zur Propstei Kaliningrad (Königsberg) der Evangelisch-lutherischen Kirche Europäisches Russland gehört.